# 新保友映
新保 友映（しんぼ ともえ、1980年5月20日 - ）は、フリーアナウンサー。現姓非公表。

## 来歴
山口県岩国市出身。小学生時代、絶対音感の持ち主でピアノを得意とし、小学1年、2年時『山口県音楽コンクール』ピアノ部門で1位、3年時は『中国ユースピアノコンクール』で最優秀賞等の受賞歴を持つ。小学生5年生の時に本を朗読するのが好きだったことと、中学時代に毎朝『めざましテレビ』（フジテレビ）を視て、「八木亜希子さんから元気をもらったので、私も元気を与えられるようなアナウンサーになりたい」と思い、アナウンサーを目指す。
広島女学院高校、青山学院大学法学部公法学科卒業後、2003年4月、ニッポン放送に入社。同期は、同じアナウンススクールのテレビ朝日アスクに通っていた、現：フジテレビアナウンサーの鈴木芳彦、同局元ディレクターで現・SHOWROOM株式会社（出向）メディア開発グループシニアエグゼクティブプロデューサーの松岡敦司。
新人研修終了以後、同年8月、『垣花正のニュースわかんない』にて、スタジオでリスナーへ挨拶で初鳴き。その後、同年9月29日放送の同番組の中継コーナーである、「こだわり調査団」の担当となる。
その後、『テリー伊藤のってけラジオ』では、早稲田大学野球部に所属していた、ハンカチ王子こと斎藤佑樹 やハニカミ王子こと石川遼の追っかけリポーターを務めた。また、東京ヤクルトスワローズのファンで、取材以外にも神宮球場へ足を運ぶ事もある。
2009年4月、6年間の交際の末、同期入社した元編成局スポーツ部ディレクター、当時営業部所属の男性と結婚。
2012年8月、右手が動かなくなり痺れるなどの症状があったため、都内の病院にて検査をしたところ、3.5mm×3.8mmの大きさの脳動脈瘤が発見された。10月23日にカテーテル手術（コイル塞栓術）を行い、10月29日に番組に復帰した が、再び体調不良を訴えて11月以降は休養となり、同月19日をもって当時のレギュラー番組『高嶋ひでたけのあさラジ!』を降板した。
2013年8月、第1子妊娠と出産準備のため『どうですか歌謡曲』『テリー伊藤のフライデースクープ そこまで言うか!』を8月末で降板することを各番組内で公表し、同年10月27日第1子となる男児を出産した。
2018年3月6日放送分の『高田文夫のラジオビバリー昼ズ』にて、3月末付で子育て等の理由にニッポン放送を退社する事を発表。同年5月末からフリーに転身する事をSNSのプロフィール欄に一時記載し、5月31日付で退職。
同年6月1日付で、一般社団法人IWA JAPANに入社。同社事業及びアナウンサー活動を行っていたが、2022年に退社し、現在はフリーアナウンサーとして活動している。

## 出演番組

### 過去

#### ニッポン放送時代

##### ラジオ
- 垣花正のニュースわかんない!?（こだわり調査団・2003年8月に初お披露目・初登場、レギュラーは2003年9月 - 2004年3月、※デビュー番組）
- 初日の出!笑福亭鶴光の落語でおめでとう - 2006年1月1日

「新春イマジン寄席」（笑福亭鶴光、春風亭昇太、立川志らら（※前説）、増山さやか、田代優美、山本麻祐子、増田みのり、新保友映）
- ショウアップナイター応援団
- ブロードバンド!ニッポン・サンデー蔵出しアナログ盤アワー
- 板東英二のバンバンストライク（2004年4月 - 2005年3月）
- ショウアップナイターストライク!（田尾安志の代替・2004年度、2004年10月 - 2005年2月：金曜日、2005年2月 - 3月：月-金）
- 松本ひでおのショウアップナイターストライク!（2005年10月 - 2006年3月）
- テリー伊藤のってけラジオ（たい平キャップの代打、2004年5月27日、2006年5月31日など）
- 大友康平のミュージックキャンプ（2006年4月 - 2007年3月）
- ラジオ青春白書（2007年6月23日 - 7月22日）
- さくらパパ良郎のゴルフ大好き（2006年4月 - 2007年3月）
- うえやなぎまさひこのサプライズ!（中継リポーター・2006年4月3日 - 2007年9月28日）
- 第29、33、34回 ラジオ・チャリティー・ミュージックソン（アシスタント）2003年・2007年12月24日12:00 - 12月25日12:00
- 松本ひでおのショウアップナイターネクスト（アシスタント）2007年度
- 師岡正雄のショウアップナイター編集部!（アシスタント）2007年度
- 欽ちゃんのドンといってみよう!野球盤(2007年10月 - 2008年3月）
- ヤンピーススペシャル ティーンズコイバナ学園（特別番組、2008年9月1日 - 9月5日）
- 新保友映のlove my life（特別番組・2008年11月24日）
- 松本ひでおのショウアップナイターGO!GO!（2008年度ナイターオフ期、月 - 金）
- 欽ちゃんのドンといってGO!GO!（2008年10月 - 2009年3月）
- KAT-TUN スタイル（木曜日コーナーナレーション）
- 小栗旬のオールナイトニッポン（クイズコーナーナレーション）
- マンデー・エンタメ・エクスプレス（2009年）
- コ・ト・ノ・ハ歳時記（アシスタント、2009年）
- 三宅裕司のオールナイトニッポン（2009年9月2日、アシスタント）
- 高嶋ひでたけの特ダネラジオ 夕焼けホットライン（月曜日レポーター⇒2010年4月12日 - 6月4日はアシスタント代理）
- 三宅裕司のサンデーハッピーパラダイス（アシスタント、2009年4月 - 2010年6月）
- 菊正宗 ほろよいイブニングトーク（2005年10月 2006年3月、2007年10月 - 2010年3月）
- のってけラジオ（不定期、テリー伊藤か林家たい平が休んだときの代打、佑ちゃんリポート報告）
- 笑福亭鶴瓶 日曜日のそれ（ニュース・天気予報・交通情報担当）
- 新保友映のオールナイトニッポンGOLD（金曜）
  - オールナイトニッポンGOLD 日本アカデミー賞スペシャル[12]（2013年3月8日）
- 垣花正のあなたとハッピー!（飯田浩司が欠席時の中継担当、水曜日のチャン・グンソク情報コーナー担当）
- 黒木瞳 we are beautiful（クイズコーナーナレーション）
- TOYOTA スポーツドリーム（TOYOTAスポーツクラブインフォメーションのみ）
- 高嶋ひでたけのあさラジ!（2010年6月 - 2012年11月、先述のように現在も単発で担当）
- 松本ひでお 情報発見 ココだけ（2013年3月4日 - 8日、五戸美樹休暇時のアシスタント代理）
- ズバリ!ラジオ（『大瀧詠一のスピーチ・バルーン』放送時のみのナレーション）
- 松本秀樹のGoodLife＝Doglife
- ゆずのオールナイトニッポンGOLD（ナレーション）
- JOLF INFORMATION - 2004年4月 - 2008年3月、2010年7月 - 2012年4月
- ニッポン放送・番組審議会だより（毎月第1日曜日、2018年3月放送分まで担当）
- 有楽町情報ライブラリー（2013年4月 - 8月）
- テリー伊藤のフライデースクープ そこまで言うか!（アシスタント） - 2013年4月5日 - 8月30日
  - 快適生活ラジオショッピング
- 誰だ（アシスタント） - 2013年4月7日 - 7月29日
- 日本アカデミー賞話題賞のオールナイトニッポン（2013年パーソナリティ）
- 高嶋ひでたけのあさラジ!（アシスタント、毎年、箱崎みどり休み時に代役担当）
- 廣森知恵子のビューティフルウイークエンド（アシスタント）- 2014年4月19日 - 10月25日
- ローソンPresents ホリデーかしましラジオ〜パスタ屋2周年記念 焼きパスタのキャッチコピーを考えよう〜（パーソナリティ） - 2011年9月19日、10月10日
- Discoverヨコハマ2015（パーソナリティ）※FMヨコハマとの共同制作特番、- 2015年1月12日
- ニッポン放送 スーパープッシュ 日曜もオトパラ!（パーソナリティ） - 2014年11月2日 - 2015年3月22日
- ニッポン食紀行（2014年10月3日 - 2015年3月20日）
- どうですか歌謡曲（NRNネット局向け裏送り） - 2009年3月30日 - 2015年9月25日
- オールナイトニッポン MUSIC10〜クリスマス・スペシャル（2015年12月24日、一部ネット局[13]への裏送り）
- なるほど!!ニッポン情報局
- ザ・ボイス そこまで言うか!（月曜日・水曜日リポーター）
- 三宅裕司のサンデーヒットパラダイス（ニュース担当）
- 土田晃之 日曜のへそ（ニュース担当）
- 笑福亭鶴瓶 日曜日のそれ（ニュース・天気予報・交通情報担当）
- 土屋礼央 レオなるど（2016年4月 - 2017年3月、月・木曜日スタジオ担当）
- 高田文夫のラジオビバリー昼ズ（アシスタント）- 2015年3月31日 - 2018年3月27日
- ニッポン放送ショウアップナイター（2008年度の火 - 土、2016年度の水曜日、2017年度の水・木曜日スタジオ担当）
- ビジネスショウアップ
- ゴッドアフタヌーン アッコのいいかげんに1000回（ニュース担当）
- Billboard JAPAN HOT100 COUNTDOWN（ニュース担当）

##### インターネット動画配信
- あなたのジュークボックス (LFX mudigi)
- 政経電論TV (佐藤尊徳・井川意高による番組)

##### インターネットラジオ
- TOKYO AFTER6（Suono Dolce）※ナビゲーター（木曜） - 2009年4月2日 - 2010年6月24日
- SUNDAY SPARKLING NIGHT（Suono Dolce）

#### フリー以後
- 夕焼けHEADLINE（NACK5） - 2018年7月30、31日※黒田治の代理

- ニッポン放送ホリデースペシャル
  - 日本冷凍食品協会プレゼンツ 知って納得! 食べて満足! 冷凍食品（パーソナリティ） - 2018年10月8日
- ニッポン放送年末スペシャル
  - 公益財団法人 社会貢献支援財団 presents 明日への扉（ナレーション） - 2018年12月29日
- 大石久和のラジオ国土学入門（ニッポン放送）※アシスタント - 2019年10月6日 - 2021年3月22日
- 伊集院光とらじおと内、TBSラジオショッピング（TBSラジオ） - 2021年6月9、16日※竹下佳奈の代理
- 直前!東京2020オリンピック情報 - 2021年7月12-22日/東京2020オリンピックリポート・東京2020オリンピックハイライト - 2021年7月23-8月8日（全国民放ラジオ99局統一番組）

## その他

### CM
- 羽田空港ビッグバード（2005年 - 、CMデビュー作。10年以上担当している。2012年以降は箱崎みどり、2015年以降は東島衣里と交互出演）
- 菊正宗・ほろ酔い流酒パック（2005年 - 2008年）
- 布団のベルコ（2006年）
- プレイスポットドラゴン（2006年）
- 三平ストア（2006年 -・2代目、初代は山本まゆ子）
- WONDA（2006年）
- 産経新聞（2006年 - ）
- ナカバヤシ（2007年 - ）
- 日清食品・カップヌードル（2007年 - 2008年、2012年7月 - 2013年3月）
- 帝都自動車交通（2007年 - 2008年）
- ユニバーサルホーム（2008年 - ）
- 首都高（2008年）
- 横浜銀行（2009年）
- 日本消防協会（2009年 - ）
- ほっかほっか亭
- 東日本電信電話
- くるまやラーメン
- ITJ法律事務所
- サッカーai
- TVnavi
- 中日本高速道路
- イワセ産興
- フライスター
- 東京メガネ
- 弁護士法人浜田卓二郎事務所
- 法律事務所MIRAIO
- ぎょうざの満洲
- 古谷式典
- ガリバーインターナショナル
- ファンケル
- ハーバー研究所
- SBI少額短期保険
- さくらフォレスト
- NTTドコモ・dtv（2017年4月 - 、関東在京AMラジオ局・TBSラジオと文化放送でもそのまま放送されており、事実上の他社初出演）
- こっこ
- セノン
- イオンプロダクトファイナンス（2018年）

### ゲーム
- 大合奏！バンドブラザーズDX（バーバラ・バット）
  - フォトスタンド付き バンブラDXラジオ（バーバラ・バット）